# Червен тон
Червените тонове (Thunnus thynnus) са вид актиноптери от семейство Скумриеви (Scombridae).
Разпространени са в Атлантическия океан и Средиземно море и са традиционно важен обект на промишлен риболов. Те са незастрашен вид.
Таксонът е описан за пръв път от Карл Линей през 1758 година.

## Подвидове
- Thunnus thynnus maccoyii
- Thunnus thynnus orientalis
- Thunnus thynnus thynnus